# MNDA
MNDA‏ (Myeloid cell nuclear differentiation antigen) هوَ بروتين يُشَفر بواسطة جين MNDA في الإنسان.

## الوظيفة
يُكتشف مستضد تمايز نواة الخلية النخاعية (MNDA) فقط في نوى خلايا سلالة المحببات والوحيدات. تُشبه منطقة MNDA البشرية، التي تحتوي على 200 حمض أميني، بشكل لافت منطقة في البروتينات المُشفرة بواسطة عائلة من جينات الفأر المُحفَّزة بالإنترفيرون، والمُسماة Ifi-201 وIfi202 وIfi-203، والتي لا تُنظَّم على نحوٍ خاص بالخلية أو النسيج. وقد ارتفع مستوى mRNA الخاص بـ MNDA، والذي يبلغ طوله 1.8 كيلو قاعدة، والذي يحتوي على عنصر استجابة مُحفَّز بالإنترفيرون في المنطقة غير المترجمة 5'، بشكلٍ ملحوظ في الخلايا الوحيدة البشرية المُعرَّضة للإنترفيرون ألفا. يقع MNDA ضمن نطاق 2200 كيلو قاعدة من FCER1A وAPCS وCRP وSPTA1. يُشبه MNDA في نمط تعبيره و/أو تنظيمه جين IFI16، مما يُشير إلى أن هذه الجينات تُشارك في استجابات خلايا الدم الخاصة بالإنترفيرونات.